# Vangjel Mile
Vangjel Mile (Berat, 1º luglio 1986) è un ex calciatore albanese, di ruolo attaccante.

## Biografia
Suo padre Kristaq Mile è stato a sua volta un calciatore professionista, oltre che un allenatore.

## Carriera

### Club
Ha giocato nella prima divisione albanese ed in quella finlandese.

### Nazionale
Ha giocato nelle nazionali giovanili albanesi Under-17, Under-19 ed Under-21.